# Afloyg ap Cunedda
Afloyg ap Cunedda (ou Abloyc, ou sous des formes plus tardives Cafflogion, Gaflogion) était un prince gallois, le sixième des huit ou neuf enfants de Cunedda. Il devient l'éponyme du petit royaume qui lui échoit à la mort de Cunedda, Afflogion, à la fin du Ve siècle.
Certains ont émis l'hypothèse que les noms du Hamlet de Shakespeare et du héros du roman de chevalerie anglais du XIIIe siècle Havelok le Danois dériveraient d'une forme de son nom, Avallach ou Aballach.